# East Jordan
East Jordan es una ciudad ubicada en el condado de Charlevoix en el estado estadounidense de Míchigan. En el Censo de 2010 tenía una población de 2351 habitantes y una densidad poblacional de 229,17 personas por km².

## Geografía
East Jordan se encuentra ubicada en las coordenadas 45°9′11″N 85°7′51″O / 45.15306, -85.13083. Según la Oficina del Censo de los Estados Unidos, East Jordan tiene una superficie total de 10.26 km², de la cual 7.89 km² corresponden a tierra firme y (23.07%) 2.37 km² es agua.

## Demografía
Según el censo de 2010, había 2351 personas residiendo en East Jordan. La densidad de población era de 229,17 hab./km². De los 2351 habitantes, East Jordan estaba compuesto por el 96% blancos, el 0.21% eran afroamericanos, el 1.62% eran amerindios, el 0.09% eran asiáticos, el 0.04% eran isleños del Pacífico, el 0.26% eran de otras razas y el 1.79% pertenecían a dos o más razas. Del total de la población el 2.34% eran hispanos o latinos de cualquier raza.